# Île Longue (Finistère)
Pour les articles homonymes, voir Île Longue.
L’île Longue, en breton Enez Hir, est une presqu'île bretonne située dans la rade de Brest qui sert de base sous-marine à la Marine nationale française pour ses sous-marins nucléaires lanceurs d'engins (SNLE).

## Géographie

### Situation
L’île Longue est une presqu'île située en rade de Brest, dans le Finistère, sur le territoire de la commune de Crozon. Elle est rattachée à la presqu'île de Crozon, et sépare la baie de Roscanvel de l'anse du Fret. Son altitude était de 42 m avant les travaux de terrassement de 1967-1972.
L'isthme reliant l'île Longue au continent était à l'origine un cordon sablonneux, uniquement franchissable à marée basse. Parcouru d'un chemin empierré au XIXe siècle, l'isthme a été élargi et rendu insubmersible lors des travaux de construction de la base opérationnelle. Aujourd'hui, c'est un vaste parking.
La presqu'île se composait d'un plateau rocheux, ceinturé de falaises abruptes dans lesquelles de nombreuses carrières ont été exploitées. Des sources se trouvaient sur le territoire, qui de ce fait a été habité : la presqu'île comprenait au XIXe siècle trois hameaux : Kernalleguen, situé à moins d'un kilomètre de l'isthme, Kermeur, à un kilomètre et demi, et Bothuelc'h, légèrement plus au nord.
Des vestiges d'anciennes tombes ont été retrouvés sur l'île, ce qui induit un certain nombre de contraintes relativement à l'exploitation des lieux.

### Cadre géologique

Cadre géologique de la presqu'île de Crozon.

La presqu'île de Crozon est constituée d'un socle de schistes briovériens (datant de -550 Ma) sur lequel reposent en discordance des séries paléozoïques fortement métamorphisées. Le magmatisme dans le Massif armoricain au cours de l'orogenèse varisque se traduit au niveau de l'île Longue par la mise en place d'un laccolite de microgranite. L'érosion arase, jusqu'à leurs racines, les montagnes hercyniennes, rivales d'un Himalaya à venir, formant une pénéplaine qui est affectée de grands plis hercyniens, formant anticlinaux et synclinaux, et met au jour le laccolite. Le microgranite monzonitique constituant le laccolite est une roche porphyrique, gris bleuté, ce qui lui valut d'être dénommé naguère « porphyre » ; les phénocristaux, de plusieurs millimètres, sont les suivants : quartz globoïde, oligoclase xénomorphe, microcline, biotite légèrement chloritisée. La roche présente des cristaux de feldspath blanc et une teinte générale gris clair. Se prêtant à la fente et très résistante, elle a été très demandée pour réaliser les pavés des ports de Brest, Quimper ou Rochefort. Le nombre de carrières est tel que Théohile Bonnemaison évoque en 1822 dans son Journal de physique, de chimie, d'histoire naturelle l’île Longue aux « flancs dénudés par des exploitations multipliées ».
Le micro-granite proche de Rostellec (« eurite ») a longtemps aussi fait l'objet d’exploitations intensives dans des carrières ouvertes en bordure de la rade, avec les mêmes applications que celui de l'île Longue. Le seul inconvénient de ces deux granites était de devenir glissants sous les pas ferrés des chevaux.

## Description de l'île Longue en 1895
« L'île Longue a près de deux kilomètres de longueur sur moins d'un kilomètre de largeur. C'est un haut plateau de cultures où des terres très fertiles produisent des céréales et des légumes abondants. De grands champs de choux et des prairies révèlent un bétail assez nombreux. Mais les hameaux sont misérables et la route qui relie entre eux Bot-Huelch, Kermeur et Kernaliguen est un fossé boueux presque impraticable. La plupart des habitants travaillent sur la côte occidentale de l'île où d'immenses carrières de pavés ont été créées, elles emploient deux cents ouvriers et produisent de grandes quantités de cubes de pierres, employés dans toute la Bretagne et jusqu'à Paris. Au sud, l'île est fermée par un retranchement bastionné appelé le « mur », une porte donne accès sur la grève que traverse le chemin du Fret »

— Victor-Eugène Ardouin-Dumazet, Voyages en France : les Îles de l'Atlantique : 2. D'Hoëdic à Ouessant, t. 4, Paris, Berger-Levrault, 1895 (lire en ligne).

## Carrières
L’exploitation du « porphyre », un microgranite dont est constitué l’île Longue, existait depuis le XVIIIe siècle. À la fin du XIXe siècle, près de 500 000 pavés sont expédiés chaque année pour le pavage des quais des arsenaux de Brest et Rochefort et des rues de villes. Près de onze carrières ceinturaient l’île Longue, dont la plus grande, à l’ouest de Kermeur, s’appelait « Vengleuz Braz ».

## Fortifications
L'île Longue, constituée d'un plateau rocheux, muni de sources, protégée de falaises et accessible par un cordon sablonneux uniquement franchissable à marée basse, a attiré les yeux de Vauban et de Dajot, qui décidèrent de la fortifier afin de :
- rendre intenable le fond de la rade pour une escadre qui aurait franchi le goulet et voudrait bombarder l'arsenal de Brest ;
- permettre une contre-offensive de flanc contre un débarquement ennemi qui chercherait à se saisir de la rive sud du goulet et attaquerait les lignes de Quélern.

### Fort
L'ingénieur Dajot fait construire un fort au sommet de l'île Longue vers 1776, constitué d'une batterie basse avec un parapet en demi-cercle, abritant de petits bâtiments protégés par une gorge rectiligne brisée en son centre par un bastion formant saillant, et enjambée par un pont-levis.

### Rempart
En 1879, un rempart est construit au sud de l'île Longue, côté terre, avec une porte à pont-levis, défendue par une casemate, et protégée par deux bastions. Les vestiges de la porte, de la casemate et du mur d'escarpe sont encore visibles (aux personnels autorisés) aujourd'hui.

## Le camp d'internement pendant la Première Guerre mondiale
Le préfet du Finistère écrit pendant l'été 1914 : « La rade de Brest contient de nombreux points où il serait facile de constituer des baraquements et où la surveillance serait des plus faciles à établir. (...) Le principal établissement semble devoir être l'île Longue, presqu'île isolée au milieu de la rade. Dans des conditions de sécurité parfaite, il serait aisé de transformer l'île Longue en camp d'internement par le barrage d'un isthme très étroit Le fort actuel devant être désaffecté offrirait un abri aux 430 hommes (...) [qui aideraient] à la construction de baraquements pouvant s'étendre selon les besoins numériques jusqu'à 5 000 hommes ».

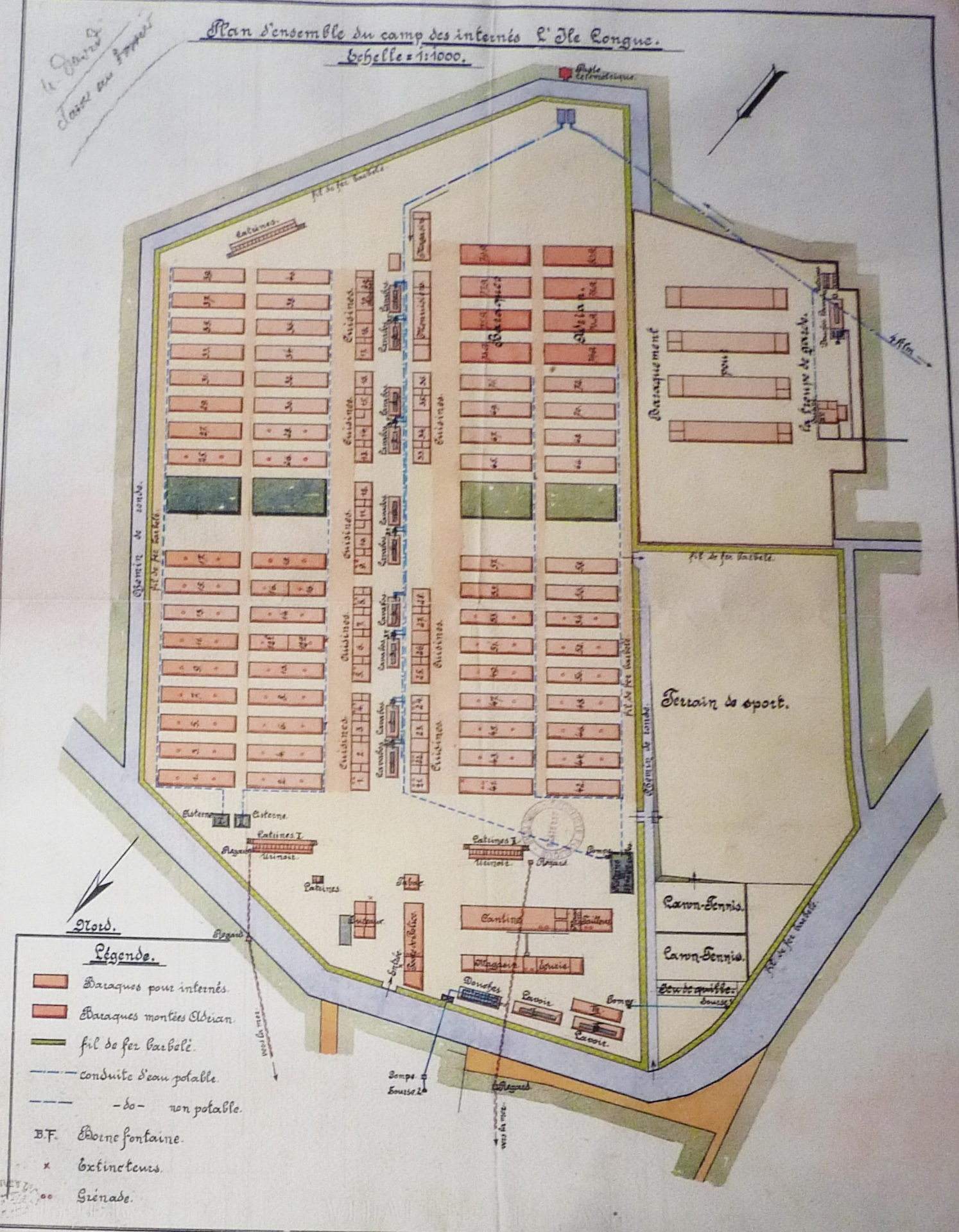
Plan du camp des internés de l'île Longue (1916).

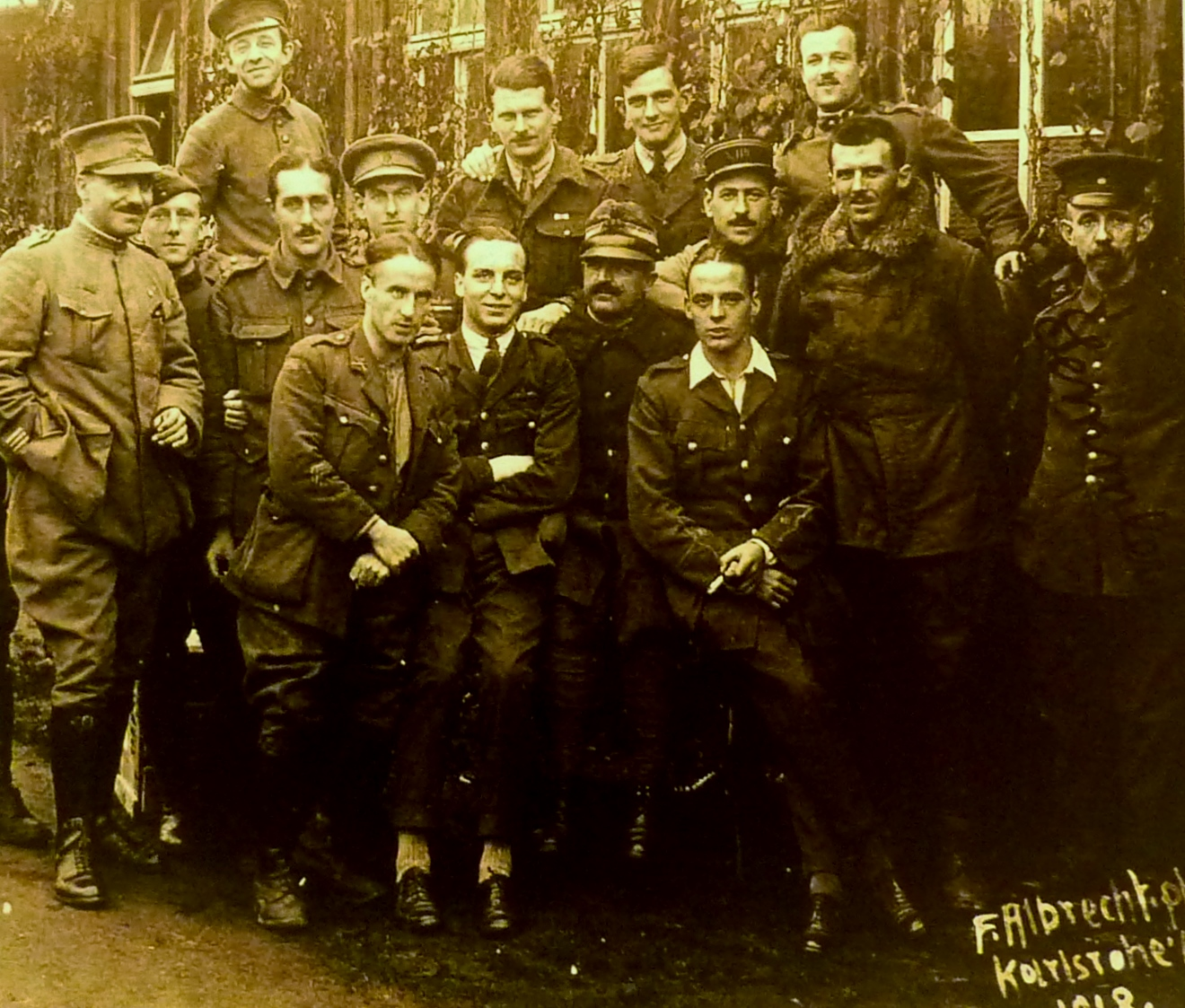
Prisonniers allemands photographiés en 1919.

Appareillé le 23 août 1914 de New York, avec à son bord 1 500 passagers, dont 400 sujets allemands et 250 autrichiens, le paquebot Nieuw Amsterdam est intercepté le 2 septembre 1914 par la 2e escadre légère française et dérouté sur Brest.
Du 3 au 23 septembre, les 1 500 passagers de nationalité allemande (y compris des Alsaciens-Lorrains), austro-hongroise, ottomane, sont enfermés au fort de Crozon et à Brest, avant d'être internés dès le 5 novembre sur l'île Longue dans un camp aménagé à cet effet et qui compta en tout 2 020 internés. Les 68 baraques, réparties sur un terrain de 7,5 hectares, accueillaient chacune 40 hommes et certaines même 60 hommes. Le camp était entouré de barbelés et d'un chemin de ronde ; il disposait de locaux de vie, de détente et d'ateliers, et des locaux administratifs. Dénommé camp « de concentration », la vie y était certes dure, mais la dignité humaine néanmoins respectée, la Croix-Rouge y étant présente.
Le camp était le siège d'une activité intellectuelle et culturelle importante. Ainsi, Les prisonniers furent autorisés à rédiger un journal du camp en langue allemande "Die Insel-Woche" : 73 numéros parurent entre le 20 juin 1915 et le 5 mai 1918 ; ils sont une source d'information précieuse sur la vie du camp,, des représentations théâtrales.

« On accède à ce camp : d'une part par la mer, en utilisant un débarcadère aménagé sur une pointe rocheuse située au nord du camp et à l'ouest de l'île, à l'origine d'une rampe empierrée construite sur le flanc de la falaise et qui conduit à l'entrée du camp ; d'autre part, par la terre au moyen d'un chemin carrossable empierré, traversant l'île du nord au sud et la reliant au continent dans la presqu'île de Crozon. »

— État descriptif des lieux du 24 août 1916.
En 1918, la grippe espagnole fit de nombreux morts dans les camps d'internement de l'île Longue, du fort de Crozon et du fort de Lanvéoc. D'autres camps de prisonniers de guerre furent installés dans le Finistère, dans l'ancienne conserverie de l'île de Sieck (il ferma en janvier 1917), les dépôts du fort de Landaoudec (à Crozon ; il ferma dès mars 1915) et Kerbénéat, ainsi que le camp de femmes de Kergroës (à Moëlan-sur-Mer).
Les derniers prisonniers sont libérés le 31 décembre 1919. Parmi les prisonniers d'origine austro-hongroise internés à l'île Longue, se trouvaient Louis Manheim (un jeune Slovaque étudiant à Paris et membre de la Grande Loge de France), le cinéaste Georg Wilhelm Pabst, le directeur des champagnes Mumm, Fritz Sauckel (un des futurs dirigeants du régime nazi), le poète allemand Hermann von Boetticher, le député hongrois Barna Buza, l'écrivain hongrois Aladar Kuncz.

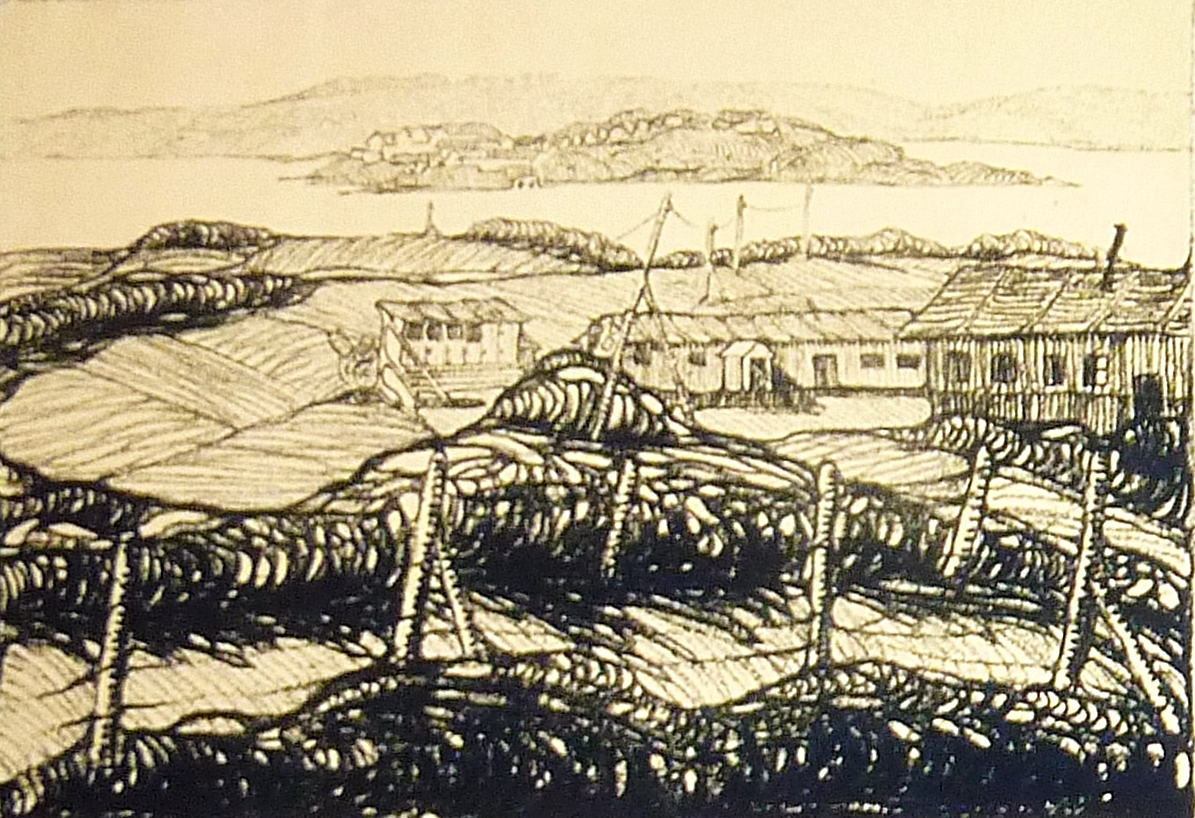
Dessin représentant une partie du camp des internés de l'île Longue pendant la Première Guerre mondiale.
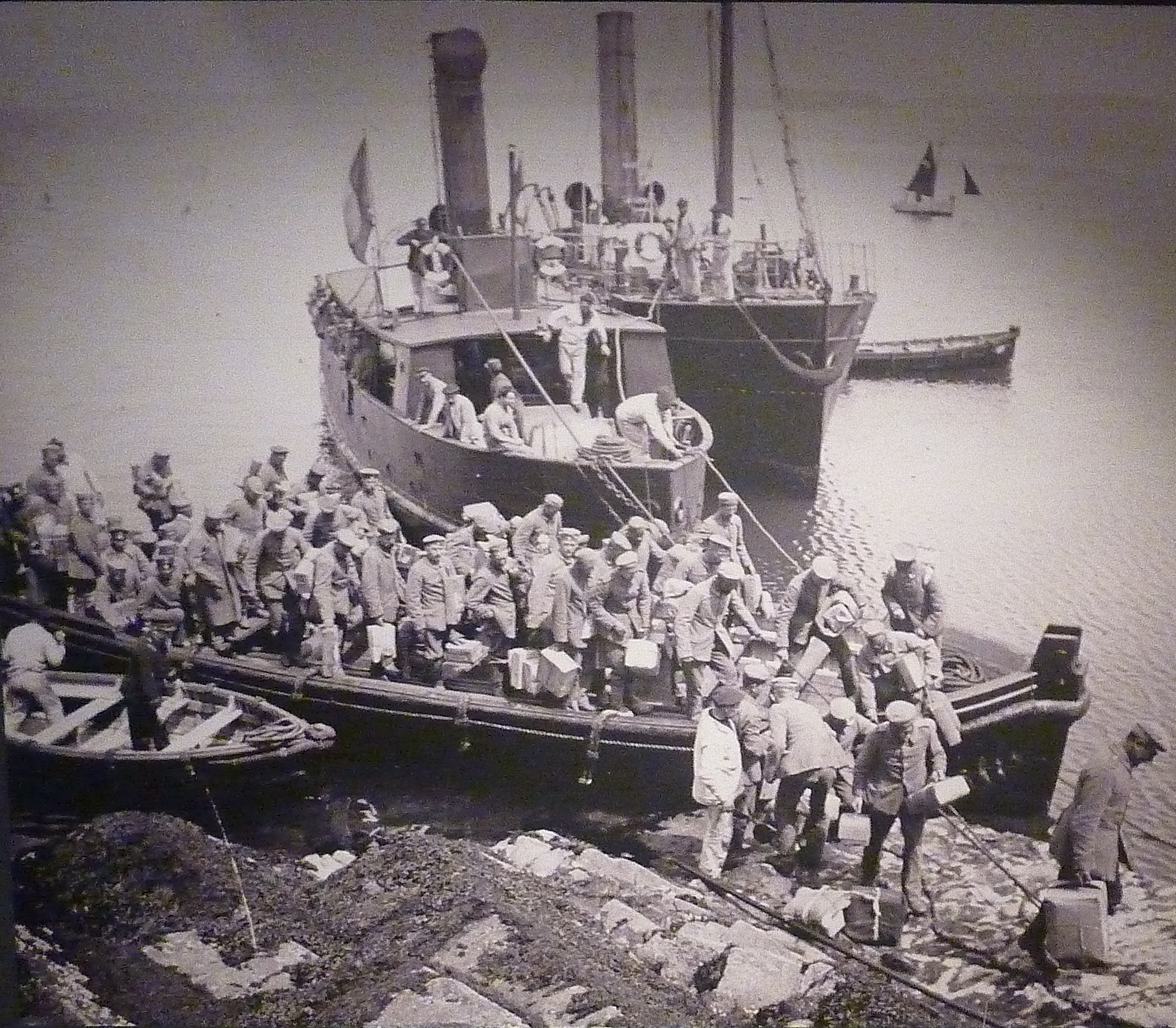
Arrivée d'un contingent de prisonniers de guerre à l'île Longue pendant la Première Guerre mondiale.
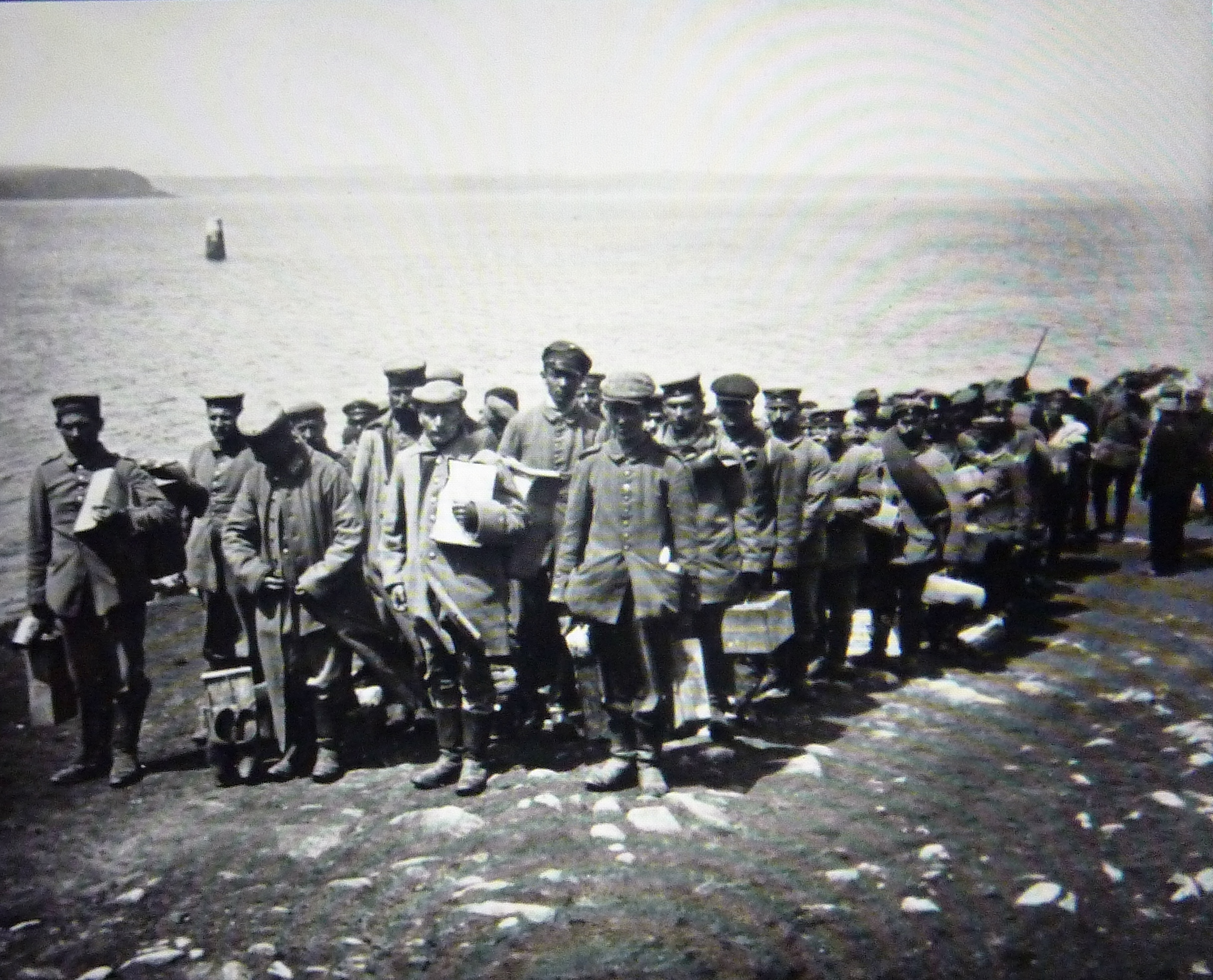
Prisonniers de guerre venant de débarquer à l'île Longue pendant la Première Guerre mondiale.
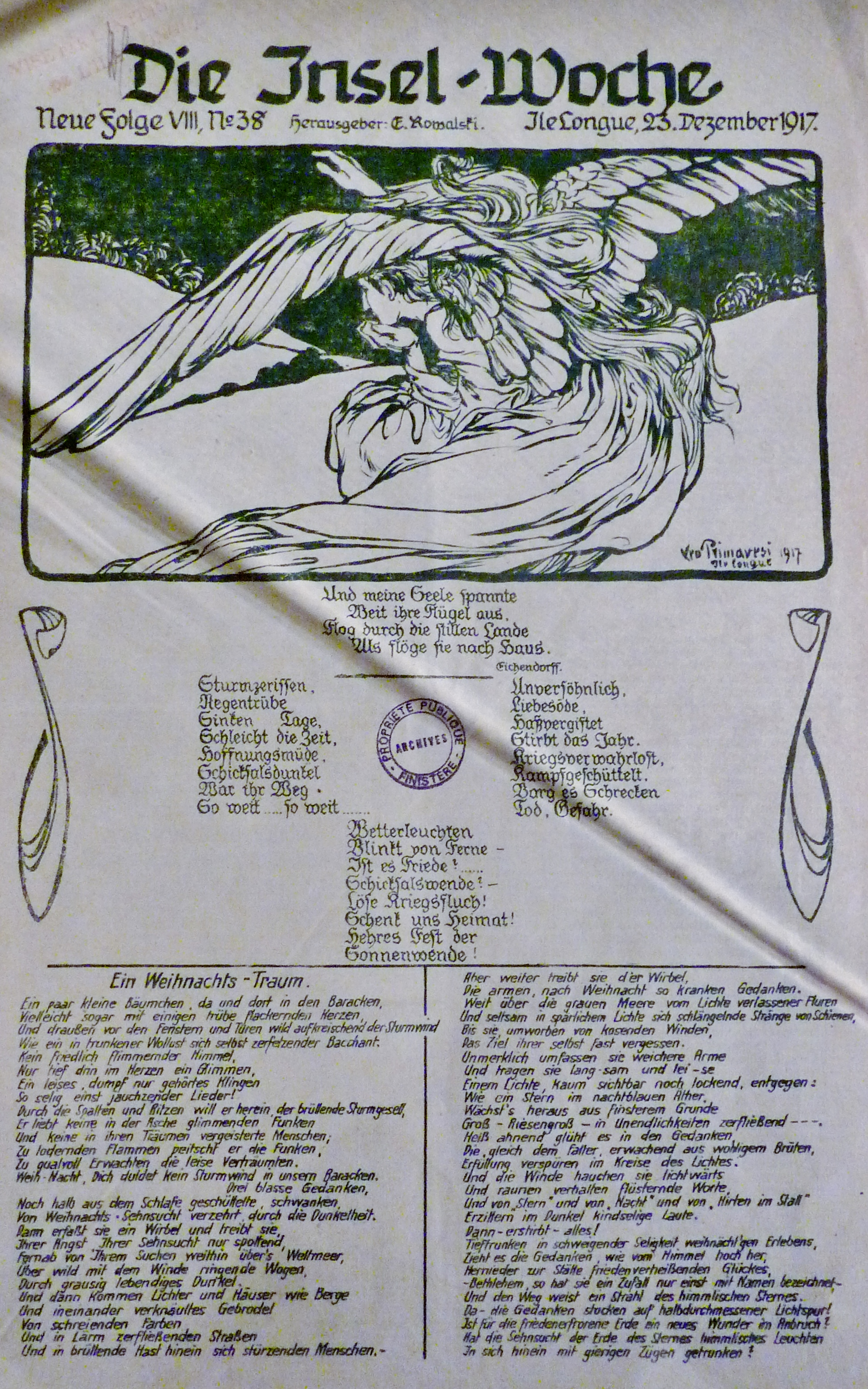
Un exemplaire du journal des prisonniers en langue allemande Die Insel-Woche, en date du 23 décembre 1917.

## L'occupation allemande pendant la Seconde Guerre mondiale
En 1940, l'occupant implante dans l'ancien camp de prisonniers une batterie anti-aérienne, active jusqu'en 1944. Des monuments mégalithiques sont détruits lors de la construction de blockhaus.

## La base de sous-marins

### L'île Longue en 1965
« C'était très joli et plutôt sauvage vers son extrémité. Il y avait beaucoup de fermes et un éperon rocheux impressionnant, un à-pic de 40 mètres de hauteur qui surplombait des eaux cristallines. Il y avait des maisons secondaires à l'entrée et pas mal de fermes où on croisait des métayers très touchants » se souvient Pierre Pommellet.

### Le choix du site
En 1965, lors de sa visite inaugurale à l'École navale, le général de Gaulle décide de faire de l'île Longue, presqu'île voisine, la base opérationnelle des sous-marins nucléaires lanceurs d’engins (SNLE) de la marine française. Les fermiers qui y vivent sont expropriés, d'après la procédure d'extrême urgence d'utilité publique, « dans des conditions qui ne seraient heureusement plus possibles aujourd'hui » (en 2011), d'après l'ingénieur chargé des constructions, Pierre Pommellet. Quelques manifestations furent organisées, mais d'ampleur limitée.
Le choix s'est porté sur ce lieu, à la fois proche de l'arsenal de Brest mais suffisamment éloigné pour limiter l'impact en cas d'accident, et facile à contrôler, du fait de sa configuration en presqu'île.
Une langue de terre facilement fermée, des espaces permettant l'installation de deux grands bassins, une défense contre les attaques facilitée par l'étroitesse du goulet, la proximité de l'arsenal de Brest sont autant d'atouts. L'inconvénient principal est la distance relativement longue à franchir avant de quitter le plateau continental et de plonger dans les abysses. Chaque départ de SNLE exige une escorte à la fois sous-marine et en surface.

### Les travaux

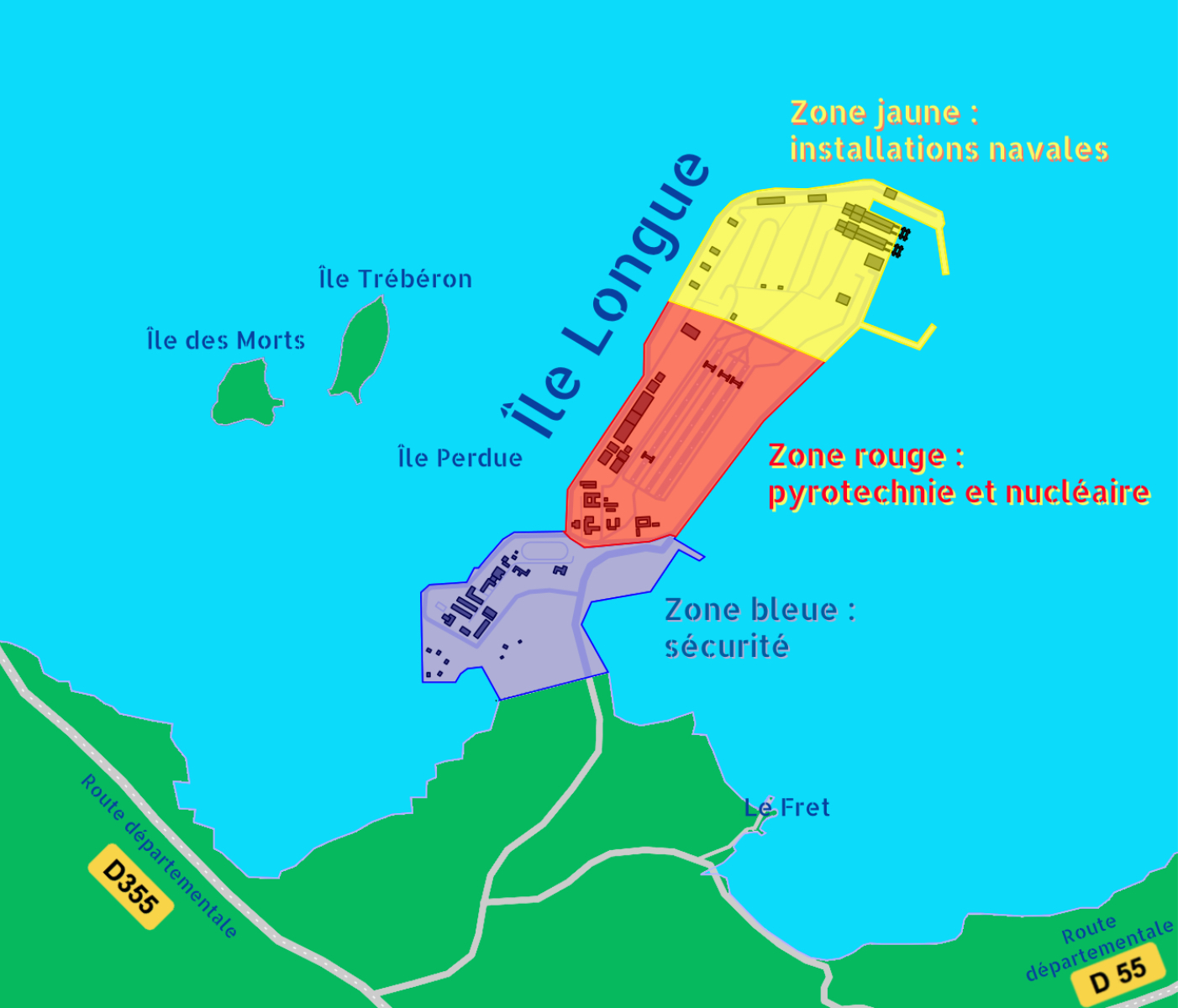
Les différents zones militaires de l'île Longue.

Commencés en 1967, les travaux durent cinq ans. Ce chantier, à l'époque le chantier « le plus important d’Europe », demande 300 000 m3 de béton coulés, 6 000 tonnes d’acier pour les charpentes des bassins, 110 hectares de plates-formes, 11 000 m2 de jetées et de quais.
Jusqu'à 3 500 personnes travaillent sur le site.
Les travaux remodèlent en profondeur l'aspect de la presqu'île : élargissement de l'isthme, construction de terre-pleins sur l'ensemble de son périmètre (la presqu'île gagne 30 ha, pour atteindre 123,9 ha), creusement de deux bassins de radoub, d'ateliers et de bâtiments annexes, clôture et système de surveillance…
La masse de béton à couler est telle qu'il est envisagé d'utiliser à cette occasion la ligne ferroviaire entre Châteaulin et Le Fret du réseau breton mais cette solution n'est pas retenue. Le blockhaus central qui sépare les deux bassins aura nécessité 100 000 tonnes de béton précontraint afin de pouvoir résister à l'explosion accidentelle d'un missile.

### Utilisation
Le général de Gaulle survole le site en hélicoptère fin février 1969, juste avant de prononcer son discours de Quimper.
Le 25 septembre 1970, Le Redoutable, premier sous-marin nucléaire lanceur d'engins français, est transféré de son quai provisoire situé dans l'arsenal de Brest à la nouvelle base de l'île longue. Le Redoutable est ensuite admis au service actif au sein de la Force océanique stratégique (FOST) sous le commandement de l'amiral Louzeau, le 1er décembre 1971. Puis il en appareille pour sa première patrouille opérationnelle le 28 janvier 1972.
Depuis lors, l'île Longue est la base opérationnelle de la Force océanique stratégique française. À ce titre, elle assure la maintenance des sous-marins entre deux patrouilles et l'entreposage des éléments nucléaires (têtes des missiles, combustible des réacteurs) associés. À partir de 2010, les missiles stratégiques, dépourvus de leurs ogives nucléaires, sont entreposés dans le site pyrotechnique de Guenvenez sur la presqu'île de Crozon, distant de 4 km, dont la construction a débuté en 2005. En 2006, l'île Longue subit d'importants travaux de préparation à l'accueil du futur missile M-51 qui entre en service en 2012. L'île longue compte deux installations nucléaires de base secrètes.
En 2009, l'accueil et le soutien des sous-marins nucléaires d'attaque est pérennisé sur la base navale de Toulon, tranchant la question de leur transfert vers l'île Longue, envisagé depuis 1997,.

### Sûreté de la base

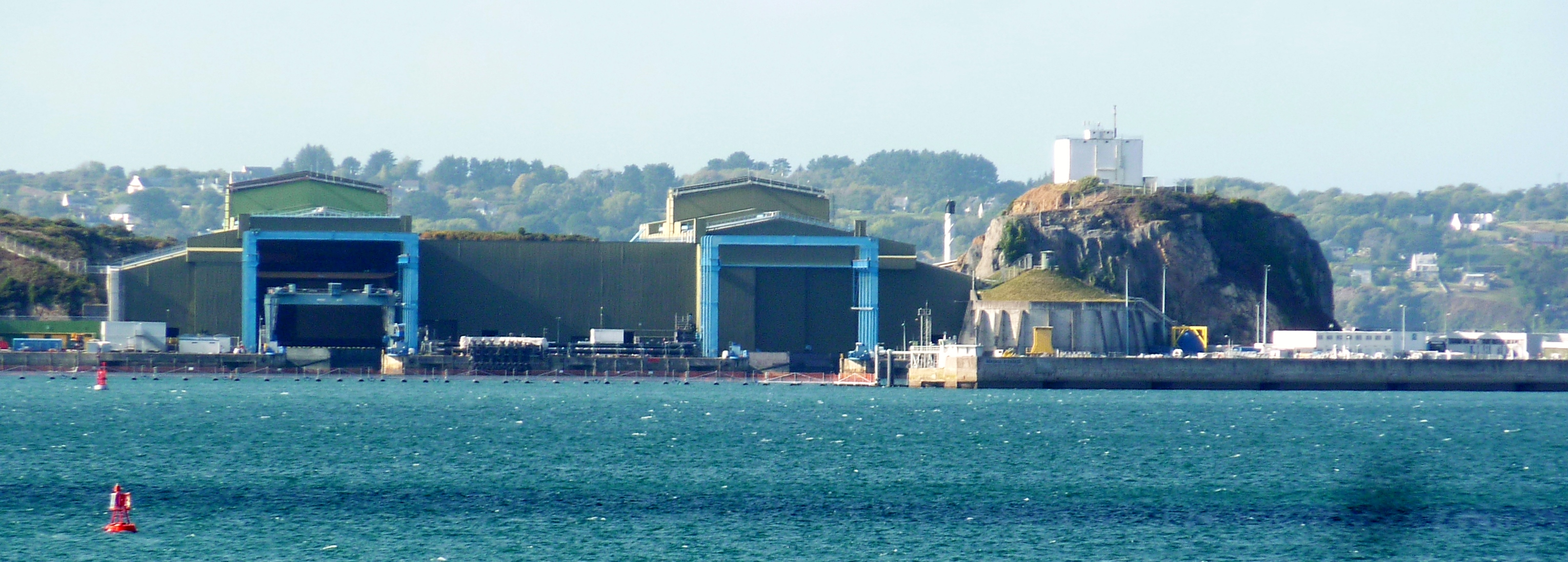
L'île Longue vue depuis Lanvéoc

Entre 2005 et 2018, il était possible de visualiser sur Google Earth des images aériennes détaillées de la base de sous-marins, bien que la prise de photos soit interdite par les autorités depuis les côtes environnantes. Toutefois, la portée pratique de cette interdiction semble plus qu'illusoire au vu de certaines photos de croisiéristes accessibles librement sur internet.
Depuis fin 2018, les sites de l'île Longue et de Guenvenez sont censurés sur Google Maps et Google Earth.
Au mois de juin 2013, un journal régional publie une série d'articles mettant en doute le niveau de sécurité entourant les installations militaires, . À la suite de la parution des articles, le ministre de la Défense Jean-Yves Le Drian ordonne une enquête approfondie.
Dans la nuit du 28 au 29 janvier 2015, le site a été survolé par un ou plusieurs drones non identifiés, provoquant la mise en alerte de la base. Les autorités ont toutefois affirmé : « Ni la sûreté de l'île Longue, ni la mission des sous-marins nucléaires n'a été remise en cause. ».
La protection de la base est assurée par le bataillon de fusiliers marins « de Morsier », du nom du compagnon de la Libération Pierre de Morsier,.

### Exposition aux radiations
En 2007, un mécanicien qui a travaillé pendant huit ans à la pyrotechnie est atteint d’un cancer de la prostate. La cour d'appel de Rennes juge qu'il n'existe pas de lien entre le cancer et les radiations alors qu'en première instance, en août 2013, le tribunal des affaires de sécurité sociale de Quimper avait jugé que ce cancer est dû à une exposition aux rayonnements ionisants. Plusieurs autres salariés frappés de cancers ou de leucémies ont créé un collectif de retraités qui tente de faire reconnaître leurs maladies professionnelles, les ouvriers manipulant des têtes nucléaires n'étant équipés d'une protection et d'un dosimètre qu'à partir de 1996. Le ministère de la Défense et l’ancienne direction des Chantiers navals déclinent toute responsabilité,.